# Orthochromis kalungwishiensis
Orthochromis kalungwishiensis är en fiskart som först beskrevs av Greenwood och Kullander, 1994.  Orthochromis kalungwishiensis ingår i släktet Orthochromis och familjen Cichlidae. IUCN kategoriserar arten globalt som livskraftig. Inga underarter finns listade i Catalogue of Life.